# قرطم يوناني
القرطم اليوناني أو قرطم بواسييه (باللاتينية: Carthamus boissieri) نوع نباتي ينتمي إلى جنس القرطم من الفصيلة النجمية. سمي تيمنًا بعالم النباتالسويسري بيير إدمون بواسييه.

## الموئل والانتشار
ينتشر في الجزر اليونانية.